# Nymphon duospinum
Nymphon duospinum is een zeespin uit de familie Nymphonidae. De soort behoort tot het geslacht Nymphon. Nymphon duospinum werd in 1942 voor het eerst wetenschappelijk beschreven door Hilton. 